# أحمد العمير
أحمد العمير لاعب كرة قدم سوري، يلعب مع الكرامة الحمصي.

## روابط خارجية
- أحمد العمير على موقع ناشيونال فوتبول تيمز (الإنجليزية)
- أحمد العمير على موقع عالم كرة القدم.نت (الإنجليزية)
- أحمد العمير على موقع كووورة